# Шалкар (Северо-Казахстанская область)
Шалкар (каз. Шалқар) — село в Айыртауском районе Северо-Казахстанской области Казахстана. Входит в состав Лобановского сельского округа. Код КАТО — 593248700.

## География
Расположено около озера Шалкар.

## Население
В 1999 году население села составляло 866 человек (439 мужчин и 428 женщин). По данным переписи 2009 года, в селе проживало 696 человек (344 мужчины и 352 женщины).